# 吹上町中之里
吹上町中之里（ふきあげちょうなかのさと）は、鹿児島県日置市の大字。旧阿多郡伊作郷中之里村、阿多郡伊作村大字中之里、日置郡伊作町大字中之里、日置郡吹上町中之里。人口は713人、世帯数は319世帯（2020年10月1日現在）。郵便番号は899-3302。

## 地理
日置市の南部、伊作川の中流域に位置している。字域の北方には伊作川を挟み、日置市吹上町今田、吹上町中原、南方から東方にかけては日置市吹上町和田、南方には南さつま市金峰町大野、西方には日置市吹上町入来にそれぞれ隣接している。
字域の東部を国道270号が南北に通っており、字域の北部には伊作川が東西に流れている。また、北東部で湯之浦川が伊作川に合流している。
字域の北部には鹿児島県立吹上高等技術専門校が所在している。

### 河川
- 伊作川
  - 湯之浦川

## 歴史

### 中之里の成立と中世
中之里は古くは中里と之を略して表記されており、伊作庄（荘）のうちの名田名であった。
文保元年の伊作荘日置北郷領家雑掌地頭代和与状に中里名に関する記述が見える。

### 近世の与倉
江戸期には薩摩国阿多郡伊作郷（外城）のうちであった。村高は「天保郷帳」及び「郡村高辻帳」では1,157石余、「三州御治世要覧」には943石余、「伊作名勝志再撰帳」には809石余、「旧高旧領取調帳」には807石余と記載されている。
江戸期の村内には製蝋所があり、人口は1,350人、戸数は281戸であった。

### 町村制施行以後
1889年（明治22年）に町村制が施行されたのに伴い伊作郷の区域より伊作村が成立し、江戸期の中之里村は伊作村の大字「中之里」となった。1922年（大正11年）には伊作村が町制施行し、伊作町となり同町の大字となり、1955年（昭和30年）に伊作町と永吉村が合併し、吹上町が新設され同町の大字となった。1999年（平成11年）に湯之浦字打越の一部を中之里字越田に編入し、中之里字下平田及び字黄幡田の各一部が入来字久木町の一部となり、入来字久木町の一部が中之里の一部に編入した。
2005年（平成17年）には吹上町が伊集院町、東市来町、日吉町と合併し日置市が新設され、大字中之里は日置市の大字「吹上町中之里」となった。

### 字域の変遷
| 実施後             | 実施年             | 実施前                           |
| ------------------ | ------------------ | -------------------------------- |
| 中之里字越田の一部 | 1999年（平成11年） | 湯之浦字打越の一部               |
| 入来字久木町の一部 | 1999年（平成11年） | 中之里字下平田、字黄幡田の各一部 |
| 中之里の一部       | 1999年（平成11年） | 入来字久木町の一部               |

## 施設
教育
- 鹿児島県立吹上高等技術専門校
鹿児島県立の職業能力開発校であり、1962年（昭和37年）に吹上職業訓練所として設置され、1969年（昭和44年）吹上専修職業訓練校、1975年（昭和50年）吹上高等職業訓練校に改称しており、1986年（昭和61年）に現校名である吹上高等技術専門校に改称した。

## 小・中学校の学区
市立小・中学校に通う場合、学区（校区）は以下の通りとなる。
| 大字         | 区域 | 小学校             | 中学校             |
| ------------ | ---- | ------------------ | ------------------ |
| 吹上町中之里 | 一部 | 日置市立伊作小学校 | 日置市立吹上中学校 |
| 吹上町中之里 | 一部 | 日置市立和田小学校 | 日置市立吹上中学校 |

## 交通

### 道路
国道
- 国道270号

### 鉄道
字域内には鉄道は通っておらず、1984年までは中原に所在していた鹿児島交通枕崎線の伊作駅が最寄駅であったが同線の廃止により廃駅となり現在は利用できない。